# Erhard Kargel

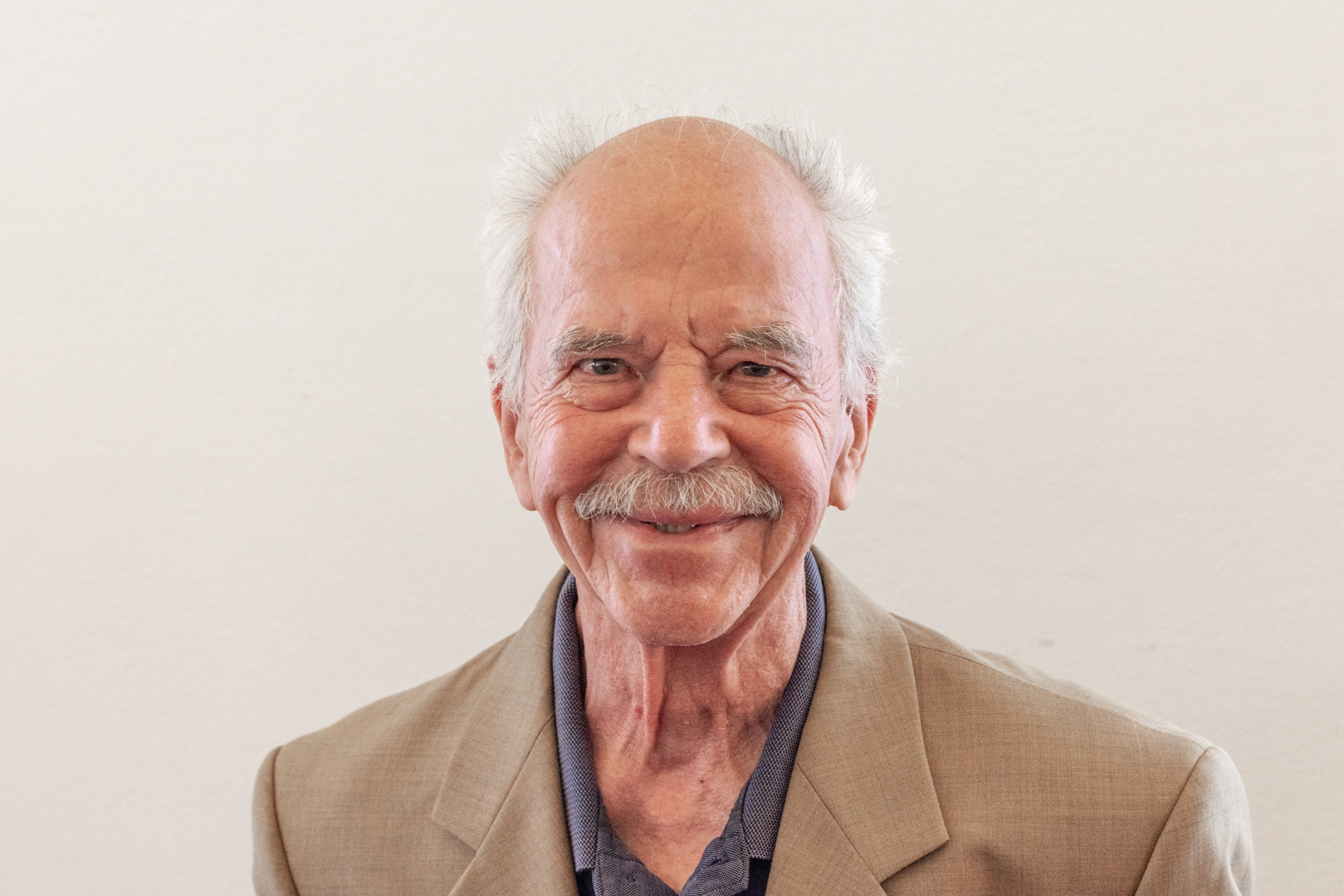
Erhard Kargel (2023)

Erhard Kargel (* 1942 in Villach) ist ein österreichischer Bauingenieur und Ingenieurkonsulent.

## Leben
Erhard Kargel maturierte an der Bundesgewerbeschule Abteilung Tiefbau (HTL Villach) und studierte Bauingenieurwesen an der TU Graz.
Er arbeitete als Leiter des Konstruktionsbüros der Mayreder Bau in Linz.
1996 wurde er Ingenieurkonsulent für Bauwesen und gründete sein eigenes Konstruktionsbüro in Linz. 2019 stellte er seine Ziviltechnikerbefugnis ruhend.

## Anerkennungen
- 1990 Goldenes Verdienstzeichen der Republik Österreich
- 1997 Nominierung für den Staatspreis Consulting Ingenieurconsulting für den Talübergang Gernitzbach
- 2000 Nominierung für den Staatspreis Consulting Ingenieurconsulting für EX-PRES B31
- 2004 Nominierung für den Staatspreis Consulting Ingenieurconsulting für das Brückentrio Sattledt
- 2006 Nominierung für den Staatspreis Consulting Ingenieurconsulting für die Geh- und Radwegbrücke Wernstein am Inn–Neuburg am Inn
- 2006 Österreichischer Bau-Preis für Geh- und Radwegbrücke Wernstein-Neuburg
- 2010 Kulturpreis des Landes Oberösterreich für Architektur
- 2019 Nominierung für den Staatspreis Consulting Ingenieurconsulting für die Aussichtsbrücke Pottenstein – Skywalk

## Realisierungen
Er wurde für Entwurf, Planung und Konstruktion von rund 200 Brücken in Europa tätig.
- 1997 Talübergang Gernitzbach in Großmotten.[1]
- 2000 Brückenfamilie St. Pölten.[2]
- 2006 Geh- und Radwegbrücke Wernstein am Inn-Neuburg am Inn, Lichtkunst mit Waltraut Cooper.[3]

## Publikationen
- Brückenbauen. Architektur des Verbindens. Bildband, Baukonstruktion 1970–2011, Wieser Verlag, Klagenfurt am Wörthersee 2012, ISBN 978-3-99029-052-1.